# Crematogaster opaciceps
Crematogaster opaciceps är en myrart som beskrevs av Mayr 1901. Crematogaster opaciceps ingår i släktet Crematogaster och familjen myror.

## Underarter
Arten delas in i följande underarter:
- C. o. cacodaemon
- C. o. clepens
- C. o. defleta
- C. o. opaciceps